# Мидийски език
Мидийският език е мъртъв ирански език, говорен от мидийците на територията на днешен Иран, Ирак, Турция, Азербайджан. Изместен е напълно от персийския език вероятно към началото на н.е.

## Класификация
Класифицира се като северозападен ирански език заедно със съвременните кюрдски, мазандерански, белуджки език.
Тъй като мидийците не са оставили писмени паметници на своя език, за него може да се съди само по малък брой заемки в староперсийския език.